# Kervéguen
Pour les articles homonymes, voir Kerveguen.
Le kervéguen est une monnaie française utilisée sur l'île de La Réunion pendant vingt ans, dans la deuxième moitié du XIXe siècle.

## Histoire
En 1859, afin de pallier le manque de numéraire à La Réunion, à la suite des différentes crises monétaires qui frappèrent le territoire en 1854, puis 1859, le planteur et industriel Gabriel Le Coat de Kerveguen, alors la plus grande fortune de cette colonie du sud-ouest de l'océan Indien, importe et met en circulation 220 000 kreuzers autrichiens démonétisés.
Rebaptisés à son nom, ils étaient utilisés pour rémunérer les travailleurs des plantations et des usines (anciens esclaves affranchis par l'abolition de 1848, et nouveaux engagés venus travailler à La Réunion).
En 1879, la Troisième République cherche à unifier la monnaie en circulation sur tout le territoire. Le fils de Gabriel Le Coat de Kervéguen, Denis-André, doit rembourser les 220 000 pièces introduites.